# Episodi di The Mandalorian (seconda stagione)
La seconda stagione della serie televisiva The Mandalorian, composta da otto episodi, è stata pubblicata sul servizio di streaming on demand Disney+ dal 30 ottobre al 18 dicembre 2020.
Il cast principale di questa stagione è composto da Pedro Pascal.
| nº | Titolo originale          | Titolo italiano             | Pubblicazione    |
| -- | ------------------------- | --------------------------- | ---------------- |
| 1  | Chapter 9: The Marshal    | Capitolo 9: Lo sceriffo     | 30 ottobre 2020  |
| 2  | Chapter 10: The Passenger | Capitolo 10: Il passeggero  | 6 novembre 2020  |
| 3  | Chapter 11: The Heiress   | Capitolo 11: L'erede        | 13 novembre 2020 |
| 4  | Chapter 12: The Siege     | Capitolo 12: L'assedio      | 20 novembre 2020 |
| 5  | Chapter 13: The Jedi      | Capitolo 13: La Jedi        | 27 novembre 2020 |
| 6  | Chapter 14: The Tragedy   | Capitolo 14: La tragedia    | 4 dicembre 2020  |
| 7  | Chapter 15: The Believer  | Capitolo 15: Il vendicatore | 11 dicembre 2020 |
| 8  | Chapter 16: The Rescue    | Capitolo 16: Il salvataggio | 18 dicembre 2020 |

## Capitolo 9: Lo sceriffo
- Titolo originale: Chapter 9: The Marshal
- Diretto da: Jon Favreau
- Scritto da: Jon Favreau

### Trama
Din Djarin è alla ricerca di altri mandaloriani ai quali chiedere aiuto per trovare i simili del Bambino. Arrivato in un villaggio, su un pianeta dell'Orlo Esterno, le cui mura sono colme di graffiti contro l'impero, Mando incontra Gor Koresch, un fuorilegge abyssino, dal quale prova a ricavare delle informazioni su una possibile posizione dei mandaloriani e Koresch, dopo aver tentato di rubare l'armatura di Mando con l'aiuto dei suoi scagnozzi, gli dice che un mandaloriano è stato avvistato nella cittadina di Mos Pelgo, su Tatooine. Arrivato sul pianeta, Mando incontra nuovamente Peli Motto, la quale gli mostra la posizione della città interessata, nonostante essa sia stata rasa al suolo. Giunto finalmente a Mos Pelgo, Din Djarin fa la conoscenza dello sceriffo locale Cobb Vanth, il quale indossa l'armatura appartenuta a Boba Fett. Mando scopre che Vanth non appartiene alla sua stessa cultura, così gli chiede di consegnargli l'armatura in quanto così è previsto dal codice mandaloriano ma Vanth rifiuta e proprio quando i due stanno per arrivare allo scontro, un dragone krayt attacca la città divorando un capo di bestiame. Lo sceriffo, dopo tale avvenimento, decide di consegnare l'armatura, ma prima pretende una mano per uccidere il dragone, che già da tempo stava creando gravi problemi alla comunità locale. Vanth spiega che l'armatura che indossa gli era stata donata dai jawa dopo la caduta dell'Impero Galattico, al fine di combattere il collettivo minerario che invase Mos Pelgo, in seguito alla distruzione della Morte Nera II. Da allora usa l'armatura per proteggere i cittadini. Mando accetta e i due si incamminano verso la tana del dragone krayt, incontrando durante la strada dei predoni tusken anche loro interessati a ucciderlo. Dopo un primo tentativo di stanare la creatura, durante il quale un tusken viene divorato, Mando e Vanth, consapevoli che i tusken non siano in un numero tale da poter uccidere la creatura, chiedono aiuto agli abitanti di Mos Pelgo. Questi, sebbene in passato siano stati aggrediti dai tusken, accettano di intervenire in cambio di un accordo di convivenza pacifica, ma dovranno lasciare la carcassa del dragone ai predoni.
Successivamente tentano di attirare la creatura fuori dalla sua tana per ucciderla con degli esplosivi sepolti nella sabbia. Questo avrebbe permesso di colpirla sul ventre, il suo punto debole. Il piano però fallisce quando il dragone, rimasto illeso dall'esplosivo, si libera dagli arpioni che lo trattenevano. 
La creatura inizia a respingere i colpi di arma da fuoco, e uccide parecchia gente grazie all'ausilio del suo veleno. A questo punto, Mando lo provoca e si fa ingoiare con un bantha, il quale era stato precedentemente caricato con degli altri esplosivi, riuscendo così ad ucciderlo dall'interno e a fuggire.
I predoni affettano i resti del dragone, rinvenendo al suo interno una perla preziosa. Come da accordo, Vanth consegna l'armatura al Mandaloriano, che infine si allontana con il Bambino da Mos Pelgo, mentre Boba Fett li osserva in lontananza.
- Durata: 52 minuti
- Interpreti comprimari: John Leguizamo (Voce originale di Gor Koresh), Amy Sedaris (Peli Motto), Timothy Olyphant (Cobb Vanth), Temuera Morrison (Boba Fett).
- Guest star: Isaac C. Singleton (Buttafuori twi'lek), David Choe (Spettatore in prima fila), Miguel A. Lopez (Predone tusken 1), Xavier Jimenez (Predone tusken 2), Leilani Shui (Jawa), W. Earl Brown (Proprietario weequay), Dietrich Gray (Abitante di Mos Pelgo), Karisma Gideon (Jo), Dylan Curtis (Ragazzo di Mos Pelgo).[2]

Note
- Durante la sequenza (la cui durata si aggira intorno agli 8 minuti) che culmina con la morte del dragone, il rapporto d'aspetto è stato esteso da 2,39:1 a 16:9.[3]
- I graffiti anti imperiali sulle mura del villaggio che si intravedono ad inizio episodio sono stati forniti da David Choe, che appare anche come guest star in questo episodio.[4]

## Capitolo 10: Il passeggero
- Titolo originale: Chapter 10: The Passenger
- Diretto da: Peyton Reed
- Scritto da: Jon Favreau

### Trama
Dopo un tentativo fallito da parte di alcuni banditi di rapire il Bambino, il Mandaloriano si ritrova su Tatooine con la spider bike distrutta ed è costretto a tornare a piedi a Mos Eisley. Qui incontra Peli Motto, intenta a giocare a sabacc con il killik Dottor Mandibola, il quale conosce qualcuno che dice di aver visto altri mandaloriani.
Questo qualcuno si rivela essere una madre, chiamata Signora Rana, che può rivelare informazioni in cambio dell'aiuto a trasportare il suo prezioso carico, cioè le sue uova, su una luna vicina chiamata Trask, così da ricongiungersi con il marito e poterle fecondare. Din Djarin accetta di darle un passaggio, a patto che, una volta arrivati a destinazione, il Signor Rana gli indichi il luogo dove si trovano altri mandaloriani.
Data la fragilità delle uova, il gruppo deve viaggiare a velocità inferiori alla luce, rischiando di venire attaccata dai pirati. Durante il viaggio, due Ala-X della Nuova Repubblica intercettano la Razorcrest e dopo alcuni controlli scoprono che Mando è ricercato per aver fatto evadere il prigioniero Qin da una nave prigione della Nuova Repubblica (Capitolo 6: Il prigioniero). Mando cerca di fuggire tentando di seminare gli Ala-X tra i canyon del pianeta ghiacciato Maldo Kreis e, sebbene riesca a far perdere le proprie tracce, la sua nave subisce molti danni e deve essere riparata. Il Mandaloriano vuole aspettare fino al mattino per fare le riparazioni, a causa del freddo estremo.
La Passeggera usa la testa mozzata del droide Q9-0 per tradurre e afferma che non possono aspettare, dicendo al Mandaloriano di aver infranto la sua parola. Riluttante, Din inizia le riparazioni. Più tardi trova la Passeggera in una piscina di acqua calda nelle vicinanze, mentre fa il bagno con le sue uova. Il Mandaloriano avverte che non è sicuro stare lì e raccoglie le uova. Il Bambino esplora la grotta di ghiaccio e trova un altro tipo di uovo, che mangia. Le uova vicine si schiudono e presto la grotta si riempie di ragni bianchi di varie dimensioni. I protagonisti si trovano così ad essere inseguiti da un gruppo di ragni e vengono anche attaccati da un ragno gigante. I ragni li circondano, ma i tre arrivano alla cabina di pilotaggio della nave. Un ragno sale in testa al Bambino, ma la Passeggera lo vaporizza con un piccolo blaster.
Mentre decollano, il ragno gigante attacca la nave, intrappolandoli all'interno, ma grazie all'aiuto dei due piloti degli Ala-X, i ragni vengono tutti uccisi. I due piloti, durante ulteriori controlli su Mando e la sua nave, hanno ascoltato le registrazioni di bordo della nave da trasporto detenuti della Nuova Repubblica, e hanno scoperto che Mando ha contribuito non solo a catturare altri criminali ma ha anche tentato di salvare un membro dell'equipaggio di quella nave prigione. Per questo motivo, anche se Mando sarebbe in stato di arresto, se ne vanno via, lasciandolo in pace. In seguito, Mando ripara la sua nave; tuttavia lo scafo principale risulta essere troppo danneggiato e non abitabile a causa di una grossa breccia, quindi Mando, il Bambino e la Passeggera, sono costretti a viaggiare tutti nella cabina di pilotaggio. Mando riesce a far partire la Razorcrest dirigendosi verso il pianeta dove si trova il marito della Passeggera.
- Durata: 40 minuti
- Interpreti comprimari: Amy Sedaris (Peli Motto), Misty Rosas (Signora Rana), Richard Ayoade (Voce originale di Q9-0).
- Guest star: Paul Sun-Hyung Lee (Capitano Carson Teva), Dave Filoni (Trapper Wolf).
- Altri interpreti: Dee Bradley Baker (Voce originale della Signora Rana).[5]

Note
- L'artista Ralph McQuarrie originariamente progettò i "ragni bianchi nodosi" ("knobbly white spiders") per apparire nelle paludi del pianeta Dagobah in L'Impero colpisce ancora (1980). La specie si chiama Krykna.[6]
- Phil Szostak, direttore artistico creativo della Lucasfilm, ha paragonato il Bambino che mangia le uova della Signora Rana al consumo di uova di gallina, "Ma ovviamente, i polli non sono esseri senzienti e il Bambino che mangia le uova è intenzionalmente inquietante, per effetto comico".[7]

## Capitolo 11: L'erede
- Titolo originale: Chapter 11: The Heiress
- Diretto da: Bryce Dallas Howard
- Scritto da: Jon Favreau

### Trama
Mando si schianta con la Razor Crest sulla luna di Trask, dove la Signora Rana incontra il marito che accompagna Mando e il Bambino alla locanda, dove il locandiere gli indica un marinaio quarren che sa dove trovare altri Mandaloriani. Il marinaio gli offre un passaggio su una nave peschereccio.
Il marinaio tenta di uccidere Mando con l'inganno per rubargli il beskar dell'armatura, mentre il Bambino viene gettato con tutta la culla in pasto ad una grande creatura marina chiamata Mamacore; Mando si tuffa per salvarlo e rimane intrappolato nella stiva. All'improvviso arrivano altri tre mandaloriani, capeggiati da Bo-Katan Kryze (gli altri due mandaloriani sono Koska Reeves e Axe Woves), che aiutano Mando, uccidono l'equipaggio e salvano il Bambino. Questi mandaloriani per parlare si tolgono l'elmo e rivelano che Din Djarin fa parte, inconsapevolmente, di una setta religiosa estremista di Mandalore, la Ronda della Morte, fondata da fanatici con l'intento di ristabilire l'"antica via", al contrario dei tre, più "moderati" e meno inclini a seguire pedissequamente il codice, ad esempio togliersi l'elmo e non rispettare le promesse e gli accordi pattuiti.
Mando se ne va, ma per le strade di Trask sta per subire un'altra aggressione da parte di altri criminali (tra cui il fratello del marinaio morto), venendo salvato una seconda volta dal trio di mandaloriani. Bo-Katan sa dove Mando può trovare un Jedi e fa un accordo con lui: lei gli dirà dove trovare quel Jedi se lui aiuterà loro nella loro missione, che consiste nel recuperare delle armi da una nave imperiale, con lo scopo di riprendersi il pianeta Mandalore in un prossimo futuro. Bo-Katan cerca anche una reliquia mandaloriana che le era stata rubata: la Spada oscura. Mando accetta, lascia il Bambino in custodia alla Signora Rana, poi lui e gli altri tre riescono ad intrufolarsi sulla nave e ad impossessarsi del carico dopo un combattimento con gli assaltatori imperiali.
Bo-Katan però vuole sequestrare l'intera nave, dettaglio non specificato nell'accordo, che lei minaccia di non rispettare se Mando decide di andarsene. Mando rimane contrariato dal comportamento di Bo-Katan, ma è costretto ad assecondare la richiesta; tutti si dirigono alla plancia di comando, dove il capitano e i due piloti chiamano tramite ologramma Moff Gideon che, non potendo aiutare la nave imperiale, dopo aver giurato fedeltà all'Impero Galattico, ordina al capitano di uccidere i piloti e di suicidarsi facendo precipitare la nave. I mandaloriani riescono a raggiungere la plancia di comando e ad impedire al capitano di precipitare. Bo-Katan chiede con la forza al capitano se la sua Spada oscura sia ancora in possesso di Moff Gideon e il capitano, dopo averglielo confermato, si suicida.
Bo-Katan ringrazia il Mandaloriano e lo invita a unirsi a loro in future missioni, dicendo che il suo coraggio sarà ricordato. Deve continuare la sua ricerca, pur affermando che l'offerta è ancora valida. Così Bo-Katan rispetta l'accordo: la città dove si trova la Jedi Ahsoka Tano è Calodan, sul pianeta Corvus. Mando torna dalla Signora Rana, riprende il Bambino e parte con la Razor Crest, di nuovo funzionante nonostante le riparazioni di fortuna.
- Durata: 33 minuti
- Interpreti comprimari: Misty Rosas (Signora Rana), Mercedes Varnado (Koska Reeves), Katee Sackhoff (Bo-Katan Kryze), Simon Kassianides (Axe Woves), Titus Welliver (Capitano imperiale), Giancarlo Esposito (Moff Gideon).
- Guest star: John Cameron (Signore Rana), Norwood Cheek (Cameriere mon calamari), Kevin Dorff (Ufficiale di coperta imperiale), Alexander Wraith (Pilota del mercantile imperiale), Philip Alexander (Ufficiale di sicurezza imperiale).[8]

Note
- Il personaggio di Bo-Katan Kryze è stato creato da Dave Filoni ed è apparso per la prima volta nel 2011 nella serie animata The Clone Wars (stagione 4, episodio 14). Katee Sackhoff trovò difficile dare vita a Kryze, voleva far sentire il personaggio familiare ma più grande e migliore di prima. Ha detto che l'esperienza sembrava essere il personaggio animato di Roger Rabbit che esplora il mondo reale. Howard la paragonò umoristicamente a Pinocchio e incoraggiò Sackhoff dicendo "ragazza più reale".[9] Ci furono ampie discussioni su come sarebbero stati i capelli, doveva essere realistici ma anche familiari. Stava anche lavorando ad una serie per Netflix (Another Life), per cui Sackhoff non poteva tingersi i capelli e doveva usare una parrucca.[10]
- La costumista Shawna Trpcic commissionò allo scultore Jose Fernandez e ai suoi Ironhead Studios di costruire armature mandaloriane per Bo-Katan e Koska.[11][12]
- La sequenza dove la Razor Crest rientra nell'atmosfera è un omaggio al film Apollo 13 diretto da Ron Howard.[13][14]
- La gru portuale è un AT-AT modificato.[15]
- La scena dove il bambino gioca col cibo alla locanda dove si vede un piccolo polipo attaccarsi sul suo viso è un omaggio al film Alien diretto da Ridley Scott

## Capitolo 12: L'assedio
- Titolo originale: Chapter 12: The Siege
- Diretto da: Carl Weathers
- Scritto da: Jon Favreau

### Trama
Mando si dirige su Navarro per riparare la Razor Crest. Qui rincontra i suoi vecchi amici e alleati Greef Karga e Cara Dune, divenuti rispettivamente il magistrato e lo sceriffo, e sono assistiti dal Mythrol che Mando aveva precedentemente catturato, e negli ultimi tempi sono riusciti a far prosperare la città e il pianeta. Nell'attesa che i meccanici terminino le riparazioni, Mando lascia il Bambino in una scuola (dove utilizza la Forza per rubare dei macaron ad uno studente) per aiutare Karga e Dune a distruggere una base imperiale ancora operativa sul pianeta.
Riescono ad entrare e a disattivare il raffreddamento del reattore principale per far esplodere l'intera base e, mentre tentano di uscire, entrano per caso in una stanza dove ci sono dei corpi immersi in un liquido di conservazione: quella base è in realtà un laboratorio. Indagando più a fondo, riescono a vedere un ologramma del Dottor Pershing che lavorava per conto del Cliente, dove spiega a Moff Gideon che gli esperimenti sui volontari con il sangue del Bambino (con il più alto tasso di midi-chlorian tra i donatori) sono falliti e che le scorte sono terminate, quindi serve catturarlo di nuovo per ottenere altro sangue. Gli assaltatori imperiali sono costretti a fuggire prima che la lava aumenti e distrugga la base.
Mando torna in città con il jetpack per recuperare il Bambino. Greef e Cara tentano di scappare con un altro mezzo di trasporto, ma vengono inseguiti da dei caccia TIE imperiali decollati prima dell'esplosione e da delle speeder bike; stanno quasi per essere raggiunti dai caccia quando Mando, a bordo della Razor Crest riparata, riesce a distruggerli.
Mando saluta i suoi amici e, con il Bambino, riprende il viaggio per trovare Ahsoka Tano. La Nuova Repubblica visita Karga per indagare sull'incidente, con il capitano Carson Teva che dice "qualcosa si sta preparando e dobbiamo mettervi fine". Teva parla con Dune, che chiede il suo aiuto per combattere degli ultimi resti dell'impero. Quando Alderaan, il pianeta natale di Dune, viene menzionato, dice a Teva che ha perso tutto dopo la sua distruzione.
Successivamente, uno dei meccanici che hanno riparato la Razor Crest chiama tramite ologramma la nave ammiraglia di Moff Gideon, dicendo di essere riuscito a piazzare un radiofaro sulla nave, mentre lo stesso Gideon osserva nel suo hangar varie figure corazzate tenute in capsule.
- Durata: 37 minuti
- Interpreti comprimari: Gina Carano (Cara Dune), Carl Weathers (Greef Karga), Horatio Sanz (Mythrol), Omid Abtahi (Dottor Pershing), Giancarlo Esposito (Moff Gideon).
- Guest star: Ryan Powers (Lavoratore alieno), Daniel Negrete (Studente), Morgan Benoit (Ufficiale di sicurezza imperiale), Paul Sun-Hyung Lee (Capitano Carson Teva), Katy O'Brian (Ufficiale comunicazioni imperiale).[16]

Note
- Ispirato dal latte blu visto in Guerre stellari, Jon Favreau ha chiesto al maestro di scena di cuocere dei macarons blu per il Bambino per farglieli mangiare. Sono stati fatti principalmente per il loro aspetto e avevano solo un lieve sapore di lampone.[17][18][19]
- Un membro della crew è accidentalmente apparso in un'inquadratura durante le riprese: lo si può vedere sullo sfondo della scena del laboratorio.[20] L'apparizione del "Ragazzo in jeans" (Jeans guy) è stato paragonato alla comparsa accidentale di una tazza di caffè nell'episodio 4 dell'ottava stagione de Il Trono di Spade.[21][22][23] Carl Weathers lo ha definito "Uno spauracchio",[24][25] e la Lucasfilm lo ha rimosso digitalmente dall'episodio in meno di una settimana.[26][27]

## Capitolo 13: La Jedi
- Titolo originale: Chapter 13: The Jedi
- Diretto da: Dave Filoni
- Scritto da: Dave Filoni

### Trama
Sul pianeta Corvus, la Jedi Ahsoka Tano sta cercando di liberare la città di Calodan, tenuta in scacco dal magistrato Morgan Elsbeth, dal luogotenente Lang e dai suoi soldati. Ahsoka le dà un giorno per arrendersi e divulgare la posizione del suo padrone.
Mando e il Bambino, la mattina seguente, arrivano sul pianeta, dove il magistrato offre al Mandaloriano una lancia in puro beskar se riuscirà ad uccidere la Jedi.
Mando e il Bambino si inoltrano nel bosco vicino e incontrano Ahsoka che lo attacca, credendo che sia venuto per ucciderla, ma Mando rivela di essere stato mandato da Bo-Katan e, dopo aver visto il Bambino, lei decide di ascoltarlo. Dopo aver parlato telepaticamente con il Bambino grazie alla Forza, Ahsoka rivela che il suo nome è Grogu ed era un padawan nel Tempio dei Jedi su Coruscant, ma dopo le Guerre dei cloni fu nascosto da qualcuno che fece perdere le sue tracce, e fu costretto a nascondere i suoi poteri per sopravvivere.
Mando spiega che la sua missione è di portarlo ai suoi simili ed Ahsoka decide di esaminarlo la mattina dopo. La Jedi non riesce a far usare la Forza a Grogu, invece Mando sì grazie al forte legame con il Bambino. Tuttavia Ahsoka dice di non poterlo addestrare come Padawan perché il forte legame con Mando ha reso Grogu vulnerabile alle sue paure e alla sua rabbia, sentimenti che hanno corrotto l'animo del precedente Maestro di Ahsoka, Anakin Skywalker. Mando propone ad Ahsoka di aiutarla a sconfiggere il magistrato Elsbeth, a patto che lei addestri Grogu: la Jedi accetta.
Quella sera i due entrano nella cittadina, dove riescono ad eliminare i soldati, Mando uccide Lang e la Jedi riesce a sconfiggere anche la magistrata: dopo averla battuta in duello, Ahsoka chiede dove si trovi il suo padrone, ovvero il Grande Ammiraglio Thrawn.
Infine, dopo aver liberato il popolo, Ahsoka ripete di non poter addestrare Grogu, tuttavia consiglia a Mando di andare alle rovine di un Tempio Jedi su Tython con un forte legame con la Forza, dove Grogu potrà scegliere di ampliarsi nella Forza così che uno dei pochissimi Jedi rimasti possa sentirlo e andare ad aiutarlo. Così il Mandaloriano e il Bambino ripartono sulla Razor Crest, verso la nuova destinazione.
- Durata: 45 minuti
- Interpreti comprimari: Michael Biehn (Lang), Rosario Dawson (Ahsoka Tano), Diana Lee Inosanto (Morgan Elsbeth).
- Guest star: James Croak (Prigioniero), Dylan Alvarado (Ragazzo del villaggio), Mai Brunelle (Ragazza del villaggio), Wing Tao Chao (Governatore Wing), Clark Schierle (Abitante del villaggio).[28]
- Nota: Questo episodio segna la prima vera apparizione in live action di Ahsoka Tano nel franchise (la voce di Ahsoka, doppiata da Ashley Eckstein, si sente brevemente nel film Star Wars - L'ascesa di Skywalker). Creato da George Lucas e Filoni, il personaggio è stato introdotto per la prima volta nel film d'animazione del 2008 Star Wars: The Clone Wars e successivamente è apparso nelle serie animate Star Wars: The Clone Wars e Star Wars Rebels, doppiata da Ashley Eckstein. L'aspetto di Ahsoka è stato cambiato rispetto alla serie animata: le sue code sono state accorciate per adattarsi ad acrobazie e movimenti, secondo il character e concept designer Brian Matyas.[29][30] Nel 2017 i fan online pensavano che Dawson sarebbe stata una buona scelta per interpretare Ahsoka, e ha espresso interesse per il ruolo. Prima che la prima stagione andasse in onda, Favreau le ha mostrato un concept art come Ahsoka e le ha accettato il ruolo.[31]

## Capitolo 14: La tragedia
- Titolo originale: Chapter 14: The Tragedy
- Diretto da: Robert Rodriguez
- Scritto da: Jon Favreau

### Trama
Mando raggiunge il pianeta dove è situato il Tempio Jedi indicato da Ahsoka. Su una "pietra veggente", il bambino entra in forte connessione con la Forza, e intorno alla "pietra veggente" appare un campo protettivo creato dalla Forza stessa. Successivamente Mando vede atterrare una nave, la Slave I, con a bordo Boba Fett e Fennec Shand, creduta morta in precedenza su Tatooine, come Boba stesso anni addietro. Dicendo di averlo seguito e di essere un uomo libero da ogni credo diversamente da lui, Boba intima a Mando di restituirgli la sua armatura, mentre Fennec punta un fucile di precisione contro il bambino. I tre arrivano a un accordo senza sparare un colpo: il Mandaloriano accetta di restituire l'armatura di Boba Fett in cambio della sicurezza di Grogu, ma nel frattempo arrivano due navette imperiali mandate da Moff Gideon. Mando, Boba (che ha recuperato la sua armatura) e Fennec respingono l'attacco degli assaltatori (durante il quale Grogu finisce di meditare e il campo di energia intorno a lui scompare) e li mettono in fuga, e Fett con un razzo distrugge le navette in fuga, ma improvvisamente un violento colpo di laser arrivato dall'incrociatore leggero imperiale di Moff Gideon disintegra completamente la Razor Crest di Mando. Tutto ciò che gli è rimasto adesso è solo la lancia in beskar.
Boba dimostra che l'armatura è codificata con il proprio nome e quello del padre Jango e Mando accetta di lasciargliela. Subito dopo, quattro Soldati Oscuri (Dark Trooper) usciti dall'incrociatore di Gideon volano giù, catturano il bambino e lo riportano sull'incrociatore, che immediatamente fa il salto nell'iperspazio. Boba capisce che l'Impero non è mai caduto del tutto e accetta di aiutare Mando, asserendo che l'accordo prevedeva di garantire la sicurezza del bambino (ma anche perché si sente in debito per il rapimento di Grogu). Senza una nave propria e senza il bambino, Mando ritorna su Navarro insieme a Boba e Fennec e chiede aiuto a Cara Dune per far evadere il criminale Mayfeld al fine di rintracciare Gideon e salvare Grogu.
Sull'incrociatore imperiale, Moff Gideon, stupito dalle abilità del bambino, gli mostra brevemente la Spada oscura (Darksaber) e lo fa addormentare in attesa di arrivare al luogo dove il suo sangue sarà prelevato dal Dottor Pershing.
- Durata: 32 minuti
- Interpreti comprimari: Temuera Morrison (Boba Fett),[32] Ming-Na Wen (Fennec Shand), Giancarlo Esposito (Moff Gideon), Gina Carano (Cara Dune).
- Guest star: Gabriel Ebert (Ufficiale di artiglieria imperiale), Katy O'Brian (Ufficiale comunicazioni imperiale).[33]

## Capitolo 15: Il vendicatore
- Titolo originale: Chapter 15: The Believer
- Diretto da: Rick Famuyiwa
- Scritto da: Rick Famuyiwa

### Trama
Cara Dune prende in custodia il vecchio nemico del Mandaloriano, Migs Mayfeld, per acquisire le coordinate della nave di Moff Gideon. Mayfeld li indirizza ad una raffineria imperiale nascosta, dove trasportano ridonio, su Morak. Quando arrivano, il Mandaloriano sceglie di accompagnare Mayfeld nella raffineria per poter accedere ad un terminale e rubare le coordinate della nave. Mayfeld e il Mandaloriano dirottano uno dei trasporti e si travestono da soldati. I trasporti contengono il ridonio, un materiale altamente esplosivo, vengono attaccati dai pirati, che cercano di far esplodre il radonio, ma il Mandaloriano riesce a sconfiggerli anche grazie all'aiuto di due caccia TIE. Raggiungono la struttura, che è stata l'unica spedizione rimasta.
Il terminale di cui Mayfeld ha bisogno è nella sala mensa degli ufficiali, ma Mayfeld vede il suo ex comandante Valin Hess e teme di essere riconosciuto. Cosi Mandaloriano prosegue, al posto suo, ma il terminale richiede una scansione facciale, cosi si toglie l'elmo per acquisire i codici. Viene affrontato da Hess, ma Mayfeld interviene. Dopo aver preso un drink con Hess, Mayfeld si arrabbia per la morte di alcuni soldati in un'operazione chiamata Cinder; cosi Mayfeld adirato spara a Hess, uccidendolo. Mayfeld e il Mandaloriano si fanno strada verso il tetto, mentre Fennec Shand e Dune forniscono fuoco di copertura e Boba Fett arriva a bordo della Slave I. Mayfeld distrugge la raffineria con un colpo di cecchino ben piazzato. La nave è inseguita da due caccia TIE, ma Fett li abbatte usando una carica sismica. Dune lascia Mayfeld libero come ringraziamento per il suo aiuto, e il Mandaloriano invia a Moff Gideon un messaggio, minacciandolo, giurando che lui salverà Grogu.
- Durata: 36 minuti
- Interpreti comprimari: Bill Burr (Migs Mayfeld), Gina Carano (Cara Dune), Temuera Morrison (Boba Fett), Ming-Na Wen (Fennec Shand), Giancarlo Esposito (Moff Gideon).
- Guest star: Donald Mills (Voce originale del droide di sicurezza), Gabriel Ebert (Ufficiale di artiglieria imperiale), Miguel A. Lopez (Pilota del juggernaut), Barry Lowin (Assaltatore costiero), Katy O'Brian (Ufficiale comunicazioni imperiale), Richard Brake (Valin Hess), Taeho De Vitto (Ragazzo del villaggio).

## Capitolo 16: Il salvataggio
- Titolo originale: Chapter 16: The Rescue
- Diretto da: Peyton Reed
- Scritto da: Jon Favreau

### Trama
Mando, Cara Dune, Boba Fett e Fennec Shand, riescono a sequestrare una navicella imperiale Lambda con a bordo il dottor Pershing, il tecnico incaricato di sfruttare il sangue di Grogu, prendendolo così in ostaggio. Il gruppo raggiunge su un pianeta Koska Reeves e Bo-Katan Kryze convincendole ad unirsi a loro per organizzare una missione di salvataggio del piccolo Grogu sull'incrociatore Imperiale di Moff Gideon, avendone acquisito l'ubicazione. Bo-Katan accetta di aiutare Mando a patto che riesca a ottenere la Spada oscura adesso in mano a Gideon, e l'incrociatore, a scopo di riconquistare Mandalore. Fingendo di essere attaccati da Boba (che subito dopo si dà alla fuga) effettuano un atterraggio di emergenza sull'incrociatore di Gideon ma vengono attaccati dai soldati imperiali. Moff Gideon attiva il plotone di Soldati Oscuri e uno di loro riesce, anche se per poco, a tenere testa a Mando. Mentre il resto della squadra attende nella plancia dell'incrociatore, Mando riesce ad espellere il plotone di Soldati Oscuri nello spazio; dopodiché trova in una cella Grogu, tenuto in ostaggio da Gideon, che sfida il Mandaloriano a duello. Mando riesce a disarmare Gideon e consegnarlo ammanettato a Bo-Katan, che tuttavia non può rivendicare il diritto di possesso della Spada Oscura perché non è stata lei a disarmare Gideon, il suo ultimo proprietario. 

Nel frattempo i quasi indistruttibili Soldati Oscuri precedentemente espulsi nello spazio ritornano sull'incrociatore e tentano di fare breccia nella plancia, ma successivamente un caccia X-wing della Ribellione abborda e un Jedi disintegra tutti i Soldati Oscuri; nel mentre Gideon, vedendo i suoi soldati sterminati, anche se ammanettato, raccoglie un blaster da terra e tenta di far fuoco prima su Bo-Katan poi sul bambino, ma viene accerchiato e successivamente stordito, dopo aver tentato di uccidersi puntandosi il blaster sotto il mento. Il Jedi si rivela essere Luke Skywalker, accompagnato dal droide R2-D2, che è accorso in aiuto di Grogu dopo che questo era entrato in connessione con la Forza. Il Jedi promette di occuparsi del bambino e di garantirgli un addestramento per le vie della Forza; Mando accetta a malincuore di affidare il bambino a Luke, e, salutandolo per l'ultima volta, si toglie l'elmo davanti a tutti.
Dopo i titoli di coda, su Tatooine, vediamo il vecchio Palazzo di Jabba the Hutt, preso in possesso dai suoi vecchi seguaci sopravvissuti, incluso Bib Fortuna, che è ora a capo dell'organizzazione criminale. Sopraggiungono Fennec Shand e Boba Fett che uccidono tutti i presenti. Infine, Fett siede sul trono.
- Durata: 44 minuti
- Interpreti comprimari: Omid Abtahi (Dottor Pershing), Temuera Morrison (Boba Fett), Gina Carano (Cara Dune), Mercedes Varnado (Koska Reeves), Katee Sackhoff (Bo-Katan Kryze), Ming-Na Wen (Fennec Shand), Giancarlo Esposito (Moff Gideon) e Mark Hamill (Luke Skywalker).
- Guest star: Thomas E. Sullivan (Co-pilota), Luke Baines (Pilota), Gabriel Ebert (Ufficiale di artiglieria imperiale), Katy O'Brian (Ufficiale comunicazioni imperiale), Max Lloyd-Jones (Controfigura di Luke Skywalker), Matthew Wood (Bib Fortuna).